# Jinsang-myeon
Jinsang-myeon (koreanska: 진상면) är en socken i  stadskommunen Gwangyang i provinsen Södra Jeolla i södra delen av Sydkorea, 290 km söder om huvudstaden Seoul. 